# まじもじるるも
『まじもじるるも』は、渡辺航による日本の漫画。

## 連載
『月刊少年シリウス』（講談社）の2007年7月号別冊付録「お笑いチビウス」に読みきり短編として掲載。その後同年10月号本誌に同作が再掲載され、同年11月号より連載化。2011年2月号まで掲載。その後、2011年4月号から2013年3月号まで第2部『まじもじるるも 魔界編』（まじもじるるも まかいへん）が連載され、2013年8月号から2019年8月号まで第3部『まじもじるるも 放課後の魔法中学生』（まじもじるるも ほうかごのまほうちゅうがくせい）が連載された。

## 物語

### 第1部
オカルトサークル「不思議発見クラブ」に所属する平凡だが恋人のいない高校生・柴木耕太は、偶然見つけた魔術書の力で願いを叶える魔女「るるも」を召喚してしまう。その代償として「生命を奪われる」と知り慌てる柴木。しかしるるもが規則違反を侵したことにより、るるもは禁固130年の刑となって契約は無効となったため、柴木の生命は奪われないことになる。自由の身となるはずの柴木だが、放っておくことが出来ずるるもを助けてしまう。結局るるもは柴木の命を奪うことなく魔界に戻ったが、その半年後、柴木は再びるるもに出会う。以前の契約が不完全履行だったため、るるもは魔女の資格を剥奪され、修業魔として人間界で修業することになった。るるも自身の魔力も封印され、一枚につき一度魔法を使える「魔法のチケット」を介さなければ魔法を使えないらしい。そのチケット束を柴木に使い切らせることが修業内容とのことだが、実はそのチケットは柴木の命そのものであった。
るるもはそのことを知らされておらず、彼女の使い魔であるチロにその真相を聞かされた柴木は、自分の欲望やるるものことと命を秤にかけることに葛藤する。るるもは柴木の家で暮らすことになり、修業しつつも柴木らとの生活を楽しむ。一方、柴木は自分の命を削ると知りながら何度も魔法を使い、時には人助けをしながら過ごしていた。しかし、とうとう彼の寿命の全てを使い切ってしまう時が訪れてしまう。

### 第2部：魔界編
魔法のチケットを全て使い切り、柴木は命を落とす。修業を完遂したるるもは、チケットの真実を知り絶望し、最後までちゃんと感謝の言葉を言えなかったことを後悔する。自分のことを地上の人々の記憶から消し、魔界へ帰ったるるもは無事に魔女へ復格。柴木に一言言いたいと強く願い、ハルリリとその部下三魔女と共に、るるもは「魂晶のカベ」へ侵入し柴木の魂晶を持って行こうとする。しかしそこに彼の魂晶は無かった。
通常業務に戻るも昔と同じく酷いいじめに遭い、心が蝕まれていくるるも。ついに魔女を辞めようと思ったある日、魔界の町で柴木に再会する。実はハルリリの使い魔ミミがこっそり柴木の魂晶を持ち出し、人造ボディに移していたのだった。再会を喜び涙するるるもを見て自分の想いに気付く柴木だったが、るるもは魔界管理局に捕まえられる。大量の魂晶強奪の罪を擦り付けられ、るるもは極刑の判決が下される。柴木とハルリリらはるるもを救おうと魔界管理局に乗り込み苦戦しつつも、命からがら地上へと脱出する。
生前の姿を模した人造ボディは崩れ、柴木はスペアボディの少女の姿となってしまう。柴木の高校に出来た境界のヒズミを利用し、魔界に戻り魔王へ裁判のやり直しを上申することを決め、少女姿となった柴木はるるもやハルリリと共に高校へ潜入する。そこでようやく、るるもはようやく感謝の言葉を柴木に伝えた。一方の柴木も、るるもに自身の想いを告げる。魔界の追手が迫る中、魔界へ急ぎ突入した柴木とるるもは何とか魔王の元へたどり着くが、魔界のシステムに恨みを持つ保安部隊長・ジロのクーデターにより魔王は滅殺され、彼女は新たな魔王になることを宣言する。しかし魔王は無事であり、膨大な魔力を以って全ての決着をつける。魔王に願いを叶えられ、柴木は元の肉体へ戻り地上に帰ることが出来るようになったが、それは同時にるるもとの別れを意味していた。

### 第3部：放課後の魔法中学生
『魔界編』クーデター事件から約１年後。ルシカ、スラガ、モモヒメの3人の十三級魔女たち、そしてルシカの使い魔JJが地上にやって来た。落ちこぼれ魔女である彼女らに課せられた任務は、新しい魔法システム「呪文字（まじもじ）」に関するものだった。第二級魔女に昇格したるるもの指導の下、彼女らは「呪文字」収集のため、普通の女子中学生として中学校に潜入する。しかしルシカは憧れの地上生活に、任務そっちのけではしゃぎまくる。スラガやモモヒメは友達ができず苦労していたが、平穏な日々を過ごしつつ3人の言ノ葉の書には少しずつだが呪文字が定着していた。ある日、るるも立ち会いのもとで呪文字の実証実験を行なうことになった3人だが、失敗し身体が小人のように縮んだ上、過去の世界（２年前）に飛ばされてしまう。過去のチロに見つかり彼女の協力のもと、元に戻る手がかりを探す柴木家床下生活が始まった。
モモヒメは過去に戻ったことにより、長年行方不明で死に目に会えなかった祖母マ・リース・ラ・リリスを弔おうと行動を起こす。チロの変身許可証を拝借し一時的に大きくなったモモヒメは、同じく孫の伊鈴と交流し、生前の祖母と再会する。祖母は２年後に亡くなる運命と知ったモモヒメは、小さな身体で苦労して延命薬を完成させるが、その直前に祖母は亡くなってしまう。悲しみに暮れるモモヒメだったが、伊鈴と祖母の思い出話に浸り、共に悲しみを癒すのだった。
魔女3人は過去の世界に飛ばされて以降、失ってしまった「言ノ葉の書」を捜すも、小さな身体のせいもあり全く見つからず途方に暮れていた。そんなある日、ハルリリが柴木家を訪れる。3人はこっそり彼女の力を借りようとするが、あっさり姿を見られてしまう。結局、言ノ葉の書捜索の助力を直接頼み、ハルリリの強力な魔法のおかげで3人の言ノ葉の書は次々と見つかる。しかし最後まで見つからなかったルシカの言ノ葉の書は、小学生の桃果が拾っており、好き勝手に魔法を発動して騒動を起こしていた。しかもルシカの言ノ葉の書には、過去に飛ばされて以来意識が無かったはずのJJの意思が宿っていた。そんな中、騒動の噂を聞き調査に向かった（２年前の）るるもと柴木は桃果と対峙し、魔法の原因である本（言ノ葉の書）を取り上げようとするも苦戦する。3人もるるも達を追い、言ノ葉の書を取り戻すべく行動を起こす。

## 登場キャラクター
声優は特記なき場合はテレビアニメ版・OAD版共通。

### 第1部からのキャラクター
るるも
声 - 三森すずこ
本作の主人公。第一部で柴木と契約を結んだ魔女（第1部では魔女資格を剥奪されているので修業魔）。本名「マジ＝モジルカ・ルルモ」。外見は普通の中学生だが、実年齢は315歳。カエルが苦手。契約者の願いを叶えるための魔法を使うことができる。極端に無表情で無口。しかしそれは人一倍恥ずかしがり屋な性格によるものである。かつて他の魔女に騙されて規則をやぶり、60年間牢獄に入れられていた。運動神経が鈍く、ホウキに乗れないことが悩み。人間界では柴木の高校の学食の見習いとして働いているが、ひどく不器用なので失敗ばかりしている。地上の生活に楽しさを感じ、しばしば「私はうかれている」と自戒している。前述の学食の見習いの仕事もそれがきっかけであり、夏休みは別のアルバイトをしている。元々は最下級の第十三級魔女だったが、単に野心がないだけで法能力については高い。柴木に対し感謝の想いを抱き、ともに特別な感情が芽生えていく。上述の通り恥ずかしがり屋なため、感謝の言葉をうまく伝えられないことが多い。
第3部では第二級魔女に昇格しており、「魔界管理局 地上魔女管理係 特区監査官」としてルシカらのサポートをしている。またルシカらの中学校に化学の教師として潜入している。地上名は「真島文字 るるも（まじまもじ るるも）」。
柴木 耕太（しばき こうた）
声 - 高橋信
通称「シバ」「しばらく」または「ヘンタイシバキ」。過去のさまざまな行動が原因で、全ての女子と疎遠な学園生活を送る西高等学校の2年生（物語開始時は高校1年生）。欲望に忠実な性格だが、フランクかつ友達思いでフェニストな一面を持つ。「不思議発見クラブ (FHK)」に所属しているが、本人はオカルトには興味が無い。高所恐怖症。第1部最終回で死亡するが、第2部では自身の魂をミミに保管され、人造ボディに宿ることで第二の人生を送ることになった。女子全般をこよなく愛するスケベ男子だが、るるもに対し特別な想いを抱いていく。
チロ
声 - 福圓美里
るるもの使い魔。その姿は黒猫。人間の言葉を理解し、無口なるるもとは対照的にエセ関西弁でよく喋る。契約について、るるもですら知らないことを知っているなど、ただ使役されるだけではない重要な存在らしい。変身許可証を用いて一時的に褐色肌の少女に変身することもできるが、ネコ耳と尻尾を出してしまうクセがついている。ネコなので変身後の運動能力は高い。血統のはっきりしない自分を使い魔に選んでくれたるるもを慕っており、彼女が魔女に復格するために柴木にチケットを使わせようと企むこともある。
柴木の母
声 - 能登麻美子
一見普通の女性だが、柴木が猫を拾ってきたりエロい疑念を抱かせる行動を見たりすると、目の輝きが消えた病んだ顔になる。「血がドバーッと出ているドラマ」が好きらしい。
柴木 誠太郎（しばき せいたろう）
声 - 高倉有加（TV）
柴木の小学生の弟。兄と異なり良識的でモテる。
鯨井 棚子（くじらい たなこ）
声 - 遠藤ゆりか（TV）、鈴木みのり（OAD）
FHKの新入部員。才色兼備であり、新1年生女子かわいい子ランキング1位。FHK部長に惚れており、彼の気を引くため魔法少女を装いるるもと対決する。ポジティブな性格であり、鋭い一面も持つ。
先輩
声 - 間島淳司
FHKの部長。本名不明。UFOやオカルトなど不思議なことに対する興味が強いが、普通の女性には関心がない。不思議を求める行動力は凄まじい変人だが、いざという時には頼りになる。柴木のことを「しばらく」と呼び、次期部長を任せたがっている。
福助 豆男（ふくすけ）
声 - 山本和臣（TV）
FHKの部員。肉まんが好物でいつも食べている太った男子。
床田 広（とこだ）
声 - 森嶋秀太（TV）
FHKの部員。
井上 澄子（いのうえ すみこ）
声 - 石上静香
柴木の幼なじみで風紀委員。柴木を目の敵にしている。執拗に彼のエロコレクションを廃棄しようとするが、彼の言葉により間一髪で阻止される。その後、柴木のことを気にする素振りをたびたび見せる。
下村 雅子（しもむら まさこ）
声 - 高橋未奈美（TV）
風紀委員の1人。一見目立たない真面目な女子だが、秘密の趣味（アニメキャラのコスプレ）を持っており、それをきっかけにるるもと仲良くなり、名前で呼び合う友人となる。
泉 強子（いずみ きょうこ）
声 - 白石真梨（TV）
風紀委員の怪力の女の子。桜井とは幼馴染で密かに想いを寄せている。通常は両眼が前髪で隠れていて見えないが、アニメ第11話で一瞬だけ左眼が露わになっている。
沢下 真綾（さわした まあや）
声 - 長妻樹里（TV）
柴木らの高校の2年生で、学校一の巨乳。ギター教室に通っている。Fカップにちなんで沢Fとも呼ばれることがある。姉が仕事でイギリスに行ってしまう前に買ってくれたブラを大切にしている。当初はそれなりに耕太との関わりがあったが中盤以降はほぼ全く登場しなくなった。
森野 伊鈴（もりの いすず）
1年生で、人のオーラの色や形を見ることができる変わった少女。実は魔女（マ・リース・ラ・リリス）の血を引いている。
西野 宏司（にしの）
声 - 下野紘
柴木のクラスメイトの男子。柴木のコレクションをよく頼るエロ本仲間の一人。
菅原 始（すがわら）
声 - 石谷春貴
柴木のクラスメイトの男子。西野と同じくエロ本仲間の1人。
桜井 知葉（さくらい）
声 - 小林裕介（TV）
柴木のクラスメイトの男子で、かわいい顔立ちをしているため女子にモテる。エロ本仲間の1人でもある。
飯田さん（いいださん）
声 - 櫻井浩美（TV）
婦人警官で元刑事。下の名前は瑠璃（テレビアニメより）。沢下以上の巨乳を持ち、るるもが本物の魔女でないか疑う。迫り寄る柴木をスコップで殴るなど、警官にあるまじき行動を取る。
酒丸 猪子（さかまる ちょこ）
柴木の弟・誠太郎のことが好きな女子小学生。行動がややストーカーじみている。
小港 映里（こみなと はえり）
誠太郎の家庭教師をしている大学生。巨乳で美人で優しい。
ハルリリ
声 - 高森奈津美
るるもの魔法学校時代の友達。第一級魔女で、フルネームは「ワルラ・ハルリリ」。リアクションに乏しいるるもにやきもきして、柴木にちょっかいをだしたり、魔法グッズを送ったりしてトラブルの原因になることも。貧しい家の出で、いじめられてた昔の彼女に声をかけてくれたるるもに感謝しており、るるもの現状を気にしている。優秀な魔女で、特別チケットや長期休暇など様々な特権が与えられている。
ミミ
声 - 葉山いくみ（OAD）
ハルリリの使い魔。チロと異なり純血ネコのため水が苦手。チロと同じように許可証を使い、黒目がちな少女に変身できる。研究肌であり、人造ボディなどを作ることができる。またゴーレムをよく使う。紆余曲折を経て柴木のことが気に入り、積極的にアタックをかけるようになる。
マ・リース・ラ・リリス
元第一級魔女で、伊鈴のおばあちゃん。人間との恋に落ち、規則を破り地上に残った魔女。若々しい見た目だが818歳。
たま
ひょんなことからチロが九州に飛ばされたときに出会った猫。飼い主を守るため猫岳に修行に入り、化け猫になる。

### 第2部からのキャラクター
ミミルミア
声 - 和多田美咲（OAD）
魂晶管理人である第一級魔女。魂晶好きな巨乳眼鏡っ娘。明るい性格。
シルリア
声 - 渡部紗弓（OAD）
魂晶管理人である第一級魔女。フルネームは「シルリア・サーランド・アルフォア」。生真面目な性格で、ミミルミアから「シーちゃん」と呼ばれる度に訂正する。
ルンバ
ハルリリに仕える上級魔女。軍事マニアで軍人のような口調で喋る真面目な娘。フルネームは「ルンバ・マーキュリ」。
ミッチー
ハルリリに仕える上級魔女。運動が得意で元気な娘。フルネームは「ミッチー・ルーベラント」。
アチャコ
ハルリリに仕える上級魔女。「ガオ」が口癖の不思議な娘。自称・お色気担当だが貧乳である。
ジロ
保安部隊の実行部隊である408隊を率いる第二級魔女。フルネームは「ジロ・ミオ・クドール」。ナミダ紋様の仮面を被っている。
モエルダ・アッファ
第七級魔女で、昔からるるものことをいじめていた。同じく七級魔女のヒルコア・ユリリと一緒に行動する。
魔王
声 - 鈴代紗弓（OAD）
魔界の統治者。魔法に関する制度やシステム（魔力の門や魔界の扉など）を作り上げた魔界人で膨大な魔力を誇る。5011歳だが可愛らしい見た目。
OAD1話において風船に夢中になるあまり、トラックにはねられる寸前にるるもの魔法で救われたが、逆に耕太が命を落としてしまう。
OAD2話でるるもの前に再び現れ、命をかけ救ってくれた耕太に感謝するとともに、魔法『ハルテラ』によって耕太を蘇らせた。

### 第3部からのキャラクター
ルシカ
第3部の中心となる、最下級の第十三級魔女。フルネームは「ルシカ・フェルト」。おしゃれ好きで、任務よりも服飾を優先してしまう明るい少女。魔界の新システムに関する任務のため、他2人の魔女とともに地上に派遣された。今まで任務が失敗続きであり、魔女格の剥奪の窮地に立たされている。「笛戸 るしか（ふえと るしか）」の名で市立南野原中学校に潜入し、憧れの地上生活を満喫する。また運動や勉強においては優秀なようである。
なお、第2部魔界編で、柴木が使用した人造ボディのスペアは彼女がモデルだった。後に大学生となった柴木に出会い、淡い想いを抱く。
言ノ葉の書のおもて紙の色は紅色。
JJ（ジェイジェイ）
ルシカの使い魔のネコ。地上任務にうかれがちなルシカをサポートし、口うるさく注意する。語尾に「- シ」がつく。
ストライプ模様が入った耳と綺麗な毛並みが自慢。モモヒメ曰く「ルシカには勿体ないくらいの秀才」。
変身許可証を使用し、「ジェル・ジェシカ・ジェレミイ」の名でケーキ屋でアルバイトを始め、容姿と器用さから新人にして看板娘となる。
2年前に飛ばされて以降、意識を失っているが、時間跳躍の衝撃で思念（魂）と本体が分離した結果だった。記憶を失った魂はルシカの「言ノ葉の書」に宿り、桃果からはベニーと呼ばれている。
スラガ
ルシカとともに地上配属となった第十三級魔女。フルネームは「スラガ・キュアリ」。かつて二兵として保安部408隊に所属し、小隊隊長も務めた優秀な第六級魔女だったが、第2部のクーデター騒動の際の失態により格下げされた。「宮里 駿河（きゅうり するが）」の名で中学校に潜入する時にも魔剣スロバクを帯刀したがり、常に戦闘のことを考えている堅い性格である。そのため友達を作れず呪文字の収集に苦労している。また大雑把かつ家事が苦手で部屋は散らかっている。かつて剣武大会で2度優勝した魔剣術の実力者。仔ネコの使い魔「クリアーヌ」と契約しているが、魔界に置いてきている。
言ノ葉の書のおもて紙の色はきなり色。
モモヒメ
ルシカとともに地上配属となった第十三級魔女。暗い性格で孤独を好むが、実は心優しい面もある小柄で長い黒髪の少女。常に星の飾りを背負っている。「バカが一番嫌い」とよく口にし、ルシカら周りの人々を見下している。フルネームは「マ・リース・モモヒメ・PJ（ピージェイ）」で、「毬沢  桃姫（まりざわ ももひめ）」の名で中学校に潜入するも、なかなか友達を作れていない。
地上で暮らす元魔女マ・リース・ラ・リリスの孫娘で、２年前の世界で生前の彼女と再会した。また、同じく孫娘の伊鈴とも交流した。
言ノ葉の書のおもて紙の色は藍色。
田部 優子（たべ ゆうこ）
ルシカのクラス2-2の委員長で、眼鏡をかけた大人しい少女。本が好きで運動が苦手。ルシカと親しくなり、「呪文字」に関する任務に貢献する。
小林田 淡子（こばやしだ あわこ）
JJのバイト先のケーキ屋の先輩店員。要領の悪さと容姿にコンプレックスがあり、JJをいびる。
クリアーヌ
スラガの使い魔の仔ネコ。他の使い魔のような任務でなく、家事が苦手なスラガの世話係のような役目をしている。料理が得意。
スラガが地上任務の間、魔界で留守番を頼まれていたが、変身許可証を用いて3日間だけ地上にやって来て、料理修業中の子供のふりをして3人と共に過ごした。
清河 桃果（きよか ももか）
小学4年生の女の子。ルシカの言ノ葉の書を拾い、騒動を起こす。

## 用語
魔法
魔女が杖を振り呪文を唱えることで、エネルギーの形を変化させ一般人には不可能な現象を引き起こす能力、技術、術式。基本的な呪文は「魔力発動。開け魔力の門。“○○（魔法名）”」だが、魔法名のみでも使用できる。「魔力の門」から杖を媒介し魔力が伝達されることで魔法が発動する。その力の根源は人の命であり、魔法を使うたびに契約者の命や魂晶（後述）を消費する。そのため、かつて魔界人による地上人の虐殺が起こった歴史がある。見かねたある魔界人（現・魔王）により前述の魔力の門が作られるなど、現在の魔法はシステム化され、色々な制限が掛けられている。1日で消費できる魔力には上限があり、戦闘の際はどんな種類の魔法をどう組み合わせて使うかが重要となる。また、魔力を込めた変身許可証や瓶詰めにした魔力を用いることで、魔女以外の使い魔でも魔法を行使できる。
たとえ魔法でも、死んだものを生き返らせることはできない。
また、「恨みごとに魔法は使ってはならない」という規則がある。恨みごとにより心が不安定になった状態で魔法を発動した場合、魔力が逆流し術者が飲み込まれてしまい、浸食される恐れがある為である。
魔女
魔法を扱う魔界人。長い寿命と魔法を得る代わりに規則に縛られる。第一級から第十三級までの階級があり、魔法錬成能力・身体能力・判断力・任務遂行成績により決められ、任務の種類や特権などに影響する。一級魔女には四級以上の上級魔女が仕える。魔女の主な仕事は、地上から魂晶を回収すること（地上勤務）や、魔界における治安維持・事務管理・古書整理・未開地探索である。魔界名誉階級として最上級0級も存在するが、500年間空席となっていた。使い魔としてネコと契約する。また、魔法発動時には正装姿（帽子やマント・杖など）となる。職務を放棄し地上にずっと残ることは重犯罪である。地上に長く留まった場合、地上の寿命に支配され、死期を悟りつつ魔法でも逃れられない死を迎えることになる。
魔法のチケット
柴木に渡された緋色のチケット。柴木が強い想いとともにこれをちぎることで、るるもの魔法が発動する。消費する際、チケットは燃える。また強い想いさえあれば、ちぎらなくても発動する。666枚つづりで、これを500日以内に契約者（柴木）にすべて使い切らせることが、るるもが魔女に復格するための修業内容である。願いの大きさ（世界への干渉の大きさ）によっては複数枚消費することもあり、残りをすべて使ってしまう恐れがある。実はこのチケットは柴木の命そのものであり、すべて消費することは柴木の死を意味する。お人よしなるるもにはこの真実は知らされておらず、柴木は使い魔チロからこのことを教えられた。
魔界
人間が住む「地上」と隔たった、魔法技術のある異世界。高い壁に囲まれた町には数万の人々が生活をし、少数の「魔女」と一般市民である「平民（タミン）」に区別される。魔女は治安維持などをし、平民は農作物を作ったり服飾品を作ったりする。また、この町は女性のみが住んでいる。人間が住まう「地上」とは「魔界の扉」を通って行き来する。この扉は普段干渉できないよう、魔界では地下や町の外、地上では天高くに開けられる。また悲劇を繰り返さないよう、地上との行き来は制限がかけられている。魔王が統治し、その下にある「魔界管理局」が魔界全体を管理する。地上よりも歴史が古く、技術も発展している。建築物はヨーロッパの街並みのようで、実は地上に建築技術を教えたのは魔界人である。しかし櫛やおしゃれなどは地上の物の方が優れている。そのため地上に憧れる魔界人も多い。魔界の夜空には月のみが浮かび、星々は瞬かず決められた時間に一斉に降る。また地上に比べ空気が重くじっとりとしている。中心に魔界管理局本棟「皇幣宮」、その地下深くに「魂晶のカベ」、町の西端に「魔力の門」がある。皇幣宮には視界遮蔽魔法がかけられ、上層階は通常は目視できない。
変身許可証
変身魔法が込められた許可証。魔界管理局が発行する、表紙に「可」の文字が書かれた小さく畳まれた札。主に使い魔のネコたちが使用し、「許諾解放」の言葉で人間体に変身できる。効力には制限時間が決められており、時間になると元の姿に戻ってしまう。
また、魔法で小さくなった場合でも普通の人間サイズに変身できる。（制限時間については同様。）
魂晶（こんしょう）
契約の代償として魔女が受け取った魂が、魔界に運ばれ結晶化したもの。番人ブラドクルバローニにより「魂晶のカベ」に集められ、エネルギー体へ変換され（消架）、「魂晶の目」より吸収され、魔力の門に送られる。すなわち魂晶は魔法の源となる。
ブラドクルバローニ
ゴーレムのような巨大な人形。口は檻のようになっており、胸には時計がある。刑の番人として契約や修業の期限を告げに地上に顕れたり、魂晶を運び守る仕事をしたりする。攻撃性は低いが、抗魔魔法下で稼動できる。強力な光線を放つ戦闘用の番人も存在する。
絶対腕輪 陣鎖輪（ぜったいうでわ トラストス）
大小いくつもの魔法陣が組みこまれた腕輪。魔界では罪人の拘束の手錠として用いられ、陣解（リストス）の鍵を使う以外に解錠手段がない。
欲望顔（ベルトス）
魔界のはやり病だが、ごくまれに地上の人間にもウイルスが感染する。症状が進行すると、ベルトのバックルのように腹部に人面瘡が現れ、勝手に喋ったり声真似したり、長い舌で悪戯したりする。最終的に死に至るらしい。通称フリカケという特効薬があるが、成長した欲望顔は切除手術を行なう必要がある。
夜廻蟲（ナイルブルア）
建物に寄生し、生物エネルギーを食べて成長する魔界の危険生物。基本的に夜にしか活動できないが、成長し巨大になった場合、時空を歪めて「夜空間（ドルト）」を作りいつでも行動できるようになる。その空間内では魔界の血を引く者以外の活動は停止する。
魂晶入腹式人形（こんしょうにゅうふくしきひとがた）
腹部に魂晶を入れることで、リアルな人間と同じように行動できる泥人形（ゴーレム）。稼動させる場合はそのモデルは実在の人物でなくてはならない規則がある。痛覚などの感覚もあるが、手などのパーツが外れやすかったり首が取れても生きていたり凄い腕力を持っていたり、人間とは異なる部分もある。
呪文字（まじもじ）
第3部において登場した新たな魔法システム。命を消費する現在の魔法システムを憂慮し、魔王とハルリリにより共同設計された。まだ実験段階であり、その検証と呪文字の収集がルシカら3人の第十三級魔女に課せられた、期限300日の地上任務である。魔法陣と地上の漢字を書き「出でよ魔力。騒めけ呪文字（ざわめけまじもじ）」と唱えることで、呪文字を消費しその漢字通りの効果のある魔法が発動する。
言ノ葉の書（ことのはのしょ）
人の想いのこもった「言葉」を収集する本。想いのこもった言葉の言霊の力は「呪ひ文字（まじなひもじ）」となり定着し、そうでない言葉は「こと葉（ことは）」と呼ばれ、集めても書に定着せずすぐ消えてしまう。定着しない言葉も魔力に変換できるが効力が低い。この書に定着し得る呪文字を収集することがルシカらの任務である。完成した言ノ葉の書は「魂の葉の壁」に納められる予定となっている。
魔獣
魔力に心が浸食された術者の成れの果て。人格は喪失し、自分の身を守る意識も無くなり、四肢を失っても魔法を発動し続けた例もある。
魔界管理局により「魔獣」と認定されれば処分対象となり、近くの魔女・修業魔がその任に就く。
魔獣に化す際、人格汚染の黒い影が現れ肉体が黒く染まっていく状態を「闇幕（キュフサト）」と呼ぶ。
魔界の眼
巨大な眼が描かれた垂れ幕。眼は魔界管理局に直結し、魔獣認定などの審判を下す。

### 魔法
作中で使われた魔法について記述する。
移動（デイメル）
自分や他人、または物体を移動させる魔法。瞬間移動のようなこともできる。
集合（ラマイル）
鳥葬のための鳥を集める際に用いられた魔法。
浮上（バルトス）
自分や他人を浮かせる魔法。落下中の対象を助ける際にも利用できる。
回転（アモル）
鉄棒で回転する際に用いられた魔法。
回復（リメンション）
傷や病気を治癒させる魔法。同時に衣服などの物の修繕もできる。植物の異常成長を引き起こすこともある。
透過（リミルス）
姿を透明にし、見えなくなる魔法。対象の他、触れている衣服や人、物体にも効果がある。
正装（パルタス）
一瞬で正装姿（帽子・マント・杖等）に着換える魔法。魔法を発動する際は、まず最初にこの魔法を使用する。
落下（ダルファ）
空中の物体を落下させる魔法。作中では上空を飛ぶ無人飛行船を墜落させた。
改竄（アルベル）
記憶を改竄する魔法。無茶な設定でも受け入れさせることができる。
再生（ラブル）
同じ時間を繰り返させる魔法。
飛翔（ラダイ）
空を飛ぶ魔法。手を握った人物も一緒に飛ぶことができる。
記憶凍結（ザブレル）
人の記憶から特定の情報を一時的に消す魔法。
解放（パラス）
対象人物の煩悩を解き放ち、暴走させる心理魔法。作中ではチョコレートに練り込まれた。
対魔法である抑制（ラオ）で打ち消すことができる。
再会（ラグクマ）
迷子猫を親猫と会わせる際に用いられた魔法。
魔法非感知結界（アンチルビラ）
魔法が使われていることを悟らせない魔法結界。
時間停止（バスド）
魔法陣内の時間を停止させる魔法。中心に近づくにつれて時間の流れが遅くなる。
人間がその中に入った場合、生命活動を完全停止させ死に至らしめる恐れがある。
解除（フライム）
かかっている魔法を解除する魔法。正装の解除や魔法植物の拘束解除にも用いられる。
投影（フリスタ）
風景や人物像を空中に映し出す魔法。
爆散（エルズスタ）
対象を吹っ飛ばす攻撃魔法。
100倍（ラロ）
他の魔法と同時に使用し、その魔法効果を100倍に高める。
再構成（リバル）
変身した肉体を元に戻す魔法。
氷塊（ザルバス）
周囲を凍らせ、トラックを止めるほどの巨大な氷を出現させる魔法。
記憶消去（ザルトア）
人の記憶から特定の情報を完全に消す魔法。かけられた人が自力で思い出すことで解ける。
特別開門（ウラアフア）
第一級魔女クラスにしか使えない、大量の魔力を消費する開門魔法。「魂晶のカベ」に通じる入口を開ける際に用いられた。
空間接続（フリセル）
空間を繋げる魔法。自分から遠く離れた空中から腕を出し、敵を捕らえる際に用いられた。
変身（モラルド）
自分や他人を動物に変身させる魔法。
部分時間停止（クエストバスド）
対象人物のみの時間を停止させ、動きを止める魔法。
連結逆転（ミコバルサ）
魔法の方向を逆転させ、発動者に魔法がかかるようにする魔法。
抗魔魔法
魔法を使いにくくする魔法。魔法の効力が10分の1に、その魔力消費量が10倍になる。
魔界管理局の罪人収容区画一帯にかけられている。「番人」や人形などの「造られし者」は通常通り稼動できる。
睡眠（スリーフ）
相手を眠らせる魔法。
開門（アフア）
壁に扉のような穴をあける魔法。
粉砕（モルト）
対象を砕く魔法。
消却（デリド）
対象を地の果てまで吹っ飛ばす魔法。
滅殺（バルグ）
対象を一瞬で消し飛ばす魔法。
修復（ディメンション）
壊れた物体を元の状態に復元させる魔法。
帰順（ハルテラ）
魂晶を元の肉体に戻し、死者を蘇生させる魔法。魔王にしか扱えず、魔力の門を全開にし膨大な魔力を使って発動する大魔法。
復現（カプル）
食べ終えて無くなったケーキを復元するために使おうとした復元魔法。
集言魔法
言ノ葉の書にかけられた、言葉を集める魔法。
電撃（アルマニ）
電撃を放つ魔法。作中では言ノ葉の書とリンクしたJJが用いた。
複製（パストリ）
物や人を複製する。腕前によってその精度は変わり、どこまで再現するかを調整することも可能。

## 書誌情報
- 渡辺航 『まじもじるるも』 講談社〈シリウスKC〉、全7巻
  1. 2008年2月22日発売[8] ISBN 978-4-06-373104-0
  2. 2008年8月22日発売[9] ISBN 978-4-06-373129-3
  3. 2009年2月23日発売[10] ISBN 978-4-06-373157-6
  4. 2009年9月23日発売[11] ISBN 978-4-06-373189-7
  5. 2010年3月8日発売[12] ISBN 978-4-06-376216-7
  6. 2010年8月9日発売[13] ISBN 978-4-06-376229-7
  7. 2011年3月9日発売[14] ISBN 978-4-06-376260-0
- 渡辺航 『まじもじるるも 魔界編』 講談社〈シリウスKC〉、全4巻
  1. 2011年12月9日発売[15] ISBN 978-4-06-376297-6
  2. 2012年4月9日発売[16] ISBN 978-4-06-376329-4
  3. 2012年9月7日発売[17] ISBN 978-4-06-376359-1
  4. 2013年4月9日発売[18] ISBN 978-4-06-376393-5
- 渡辺航 『まじもじるるも 放課後の魔法中学生』 講談社〈シリウスKC〉、既刊8巻（2018年10月9日現在）
  1. 2014年7月9日発売[19] ISBN 978-4-06-376480-2
  2. 2014年9月9日発売[20] ISBN 978-4-06-376494-9
  3. 2015年4月8日発売[21] ISBN 978-4-06-376540-3
  4. 2015年11月6日発売[22] ISBN 978-4-06-376580-9
  5. 2016年6月8日発売[23] ISBN 978-4-06-390638-7
  6. 2017年3月9日発売[24] ISBN 978-4-06-390683-7
  7. 2018年4月9日発売[25] ISBN 978-4-06-511020-1
  8. 2018年10月9日発売[26] ISBN 978-4-06-513059-9
  9. 『OAD付限定版』 2019年7月9日発売[6] ISBN 978-4-06-513933-2

## アニメ
2014年7月から9月までテレビアニメが放送された。2019年7月9日発売の第3部単行本第9巻OAD付限定版には、テレビアニメの続編となる新作アニメ『まじもじるるも 完結編』が同梱された。アニメは原作の第2部：魔界編の序盤でオリジナル展開となりハッピーエンドで完結している。

### スタッフ
|                              | TV                                    | OAD                        |
| ---------------------------- | ------------------------------------- | -------------------------- |
| 原作                         | 渡辺航                                | 渡辺航                     |
| 監督                         | 櫻井親良                              | 櫻井親良                   |
| シリーズ構成                 | 國澤真理子                            | -                          |
| 脚本                         | 國澤真理子                            | 水上清資                   |
| キャラクターデザイン         | 岩倉和憲                              | 岩倉和憲                   |
| プロップデザイン             | 緒方浩美                              | 兒玉ひかる                 |
| 衣装デザイン                 | -                                     | 宮崎輝                     |
| 美術監督                     | 廣瀬義憲                              | 海津利子                   |
| 美術設定                     | -                                     | 大平司                     |
| 色彩設計                     | 店橋真弓                              | 店橋真弓                   |
| 撮影監督                     | 大河内喜夫                            | KIL SOUNG-JU               |
| 編集                         | 西山茂                                | 西山茂                     |
| 音響監督                     | 本山哲                                | 本山哲                     |
| 音楽                         | マニュアル・オブ・エラーズ            | マニュアル・オブ・エラーズ |
| 音楽プロデューサー           | 中村伸一                              | 中村伸一                   |
| 音楽制作                     | ポニーキャニオン                      | ポニーキャニオン           |
| プロデュース                 | 中村伸一、立石謙介 松倉友二           | -                          |
| 企画プロデューサー           | 鈴木誠二                              | -                          |
| プロデューサー               | 伊藤洋平                              | 伊藤洋平                   |
| プロデューサー               | 鎗水善史、礒谷徳知 和泉勇一、新宿五郎 | 白圡美帆子、宮島徹         |
| アニメーションプロデューサー | 大橋正夫                              | 松尾洸甫                   |
| アニメーション制作           | J.C.STAFF                             | J.C.STAFF                  |
| 製作                         | まじもじるるも製作委員会              | まじもじるるも製作委員会   |

### 主題歌
オープニングテーマ「せいいっぱい、つたえたい！」（TV）
作詞 - 大森祥子 / 作曲・編曲 - サイトウヨシヒロ / 歌 - 三森すずこ
エンディングテーマ
「ふたりのクロノスタシス」（第1話 - 第10話、第12話、OAD前編・後編）
作詞・編曲 - 宮川弾 / 作曲 - 山口優 / 歌 - 遠藤ゆりか
「FHK不思議発見の歌（ピアノVer.）」（第11話）
作詞 - 渡辺航 / 作曲・編曲 - 山口優 / 歌 - るるも（三森すずこ）
劇中歌
「ミコミコストラップ」（第9話）
作詞 - 渡辺航、谷口尚久 / 作曲・編曲 - 谷口尚久 / 歌 - cloe
「FHK不思議発見の歌」（第11話）
作詞 - 渡辺航 / 作曲 - 山口優 / 編曲 - 谷口尚久 / 歌 - FHK不思議発見クラブ

### 各話リスト
| 話数   | サブタイトル             | 絵コンテ          | 演出       | 作画監督                                                                  | 総作画監督        |    |    |    |    |    |    |    |    |    |    |    |    |    |    |    |    |    |    |    |
| TV     | TV                       | TV                | TV         | TV                                                                        | TV                | TV | TV | TV | TV | TV | TV | TV | TV | TV | TV | TV | TV | TV | TV | TV | TV | TV | TV | TV |
| ------ | ------------------------ | ----------------- | ---------- | ------------------------------------------------------------------------- | ----------------- | -- | -- | -- | -- | -- | -- | -- | -- | -- | -- | -- | -- | -- | -- | -- | -- | -- | -- | -- |
| その1  | あなたののぞみかなえます | 櫻井親良          | 櫻井親良   | 安野将人 上田みねこ                                                       | 岩倉和憲          |    |    |    |    |    |    |    |    |    |    |    |    |    |    |    |    |    |    |    |
| その2  | 夢の同棲生活             | 山川吉樹          | 橋本敏一   | 西川絵奈 梶谷光春 亀谷響子                                                | 安野将人          |    |    |    |    |    |    |    |    |    |    |    |    |    |    |    |    |    |    |    |
| その3  | 魔法少女対決             | 鈴木洋平          | 大川一     | 北原章雄 LEE Jeonjong HONG Seokpyo                                        | 岩倉和憲 安野将人 |    |    |    |    |    |    |    |    |    |    |    |    |    |    |    |    |    |    |    |
| その4  | 風紀委員の井上さん       | 平牧大輔          | 平牧大輔   | 小松原聖 北原章雄 木下ゆうき 峯岸桃子                                     | 岩倉和憲 安野将人 |    |    |    |    |    |    |    |    |    |    |    |    |    |    |    |    |    |    |    |
| その5  | はじめてのおつかい       | 米たにヨシトモ    | 中野英明   | 飯塚晴子 斎田博之 上田みねこ                                              | 岩倉和憲          |    |    |    |    |    |    |    |    |    |    |    |    |    |    |    |    |    |    |    |
| その6  | 雨の日のジケン           | 山川吉樹          | 蔵本穂高   | 重松晋一 服部憲知 はっとりますみ                                          | 岩倉和憲 安野将人 |    |    |    |    |    |    |    |    |    |    |    |    |    |    |    |    |    |    |    |
| その7  | 伝説の水着               | 福田道生          | 佐々木純人 | 山本雅章 西川絵奈 梶谷光春 亀谷響子                                       | 安野将人          |    |    |    |    |    |    |    |    |    |    |    |    |    |    |    |    |    |    |    |
| その8  | 第一級魔女ハルリリ降臨   | 橋本敏一          | 橋本敏一   | 山川宏治 小松原聖 芝田千紗                                                | 岩倉和憲          |    |    |    |    |    |    |    |    |    |    |    |    |    |    |    |    |    |    |    |
| その9  | 誰にも言えない秘密       | 高田耕一          | 村田尚樹   | 北原章雄 Jang HyoungKeun Kim Daehoon                                      | 安野将人          |    |    |    |    |    |    |    |    |    |    |    |    |    |    |    |    |    |    |    |
| その10 | 混浴旅行in尾々神村       | 米たにヨシトモ    | 高島大輔   | 山本雅章 齊藤格 上田みねこ 木下ゆうき 峯岸桃子                            | 岩倉和憲          |    |    |    |    |    |    |    |    |    |    |    |    |    |    |    |    |    |    |    |
| その11 | 結成★ガールズバンド      | 沢田林檎 櫻井親良 | 橋本敏一   | 山川宏治 亀谷響子 梶谷光春 西川絵奈 芝田千紗                              | 安野将人          |    |    |    |    |    |    |    |    |    |    |    |    |    |    |    |    |    |    |    |
| その12 | るるものいない日         | 櫻井親良 高田耕一 | 櫻井親良   | 小松原聖 飯塚晴子 大木良一 梶谷光春 芝田千紗 西川絵奈 上田みねこ 山本雅章 | 岩倉和憲          |    |    |    |    |    |    |    |    |    |    |    |    |    |    |    |    |    |    |    |
| OAD    |                          |                   |            |                                                                           |                   |    |    |    |    |    |    |    |    |    |    |    |    |    |    |    |    |    |    |    |
| 完結編 | 前編                     | 高田耕一          | 梶井瀬賀   | 大木良一 藤井昌宏 高橋みか                                                | 藤井昌宏          |    |    |    |    |    |    |    |    |    |    |    |    |    |    |    |    |    |    |    |
| 完結編 | 後編                     | 高田耕一          | 櫻井親良   | 大木良一 林あすか 永川桃子 吉田尚人 河野直人 清水博幸 高橋みか            | 藤井昌宏          |    |    |    |    |    |    |    |    |    |    |    |    |    |    |    |    |    |    |    |

### 放送局
| 放送期間                | 放送時間                     | 放送局     | 対象地域 | 備考                                   |
| ----------------------- | ---------------------------- | ---------- | -------- | -------------------------------------- |
| 2014年7月9日 - 9月24日  | 水曜 21:00 - 21:30           | AT-X       | 日本全域 | 製作参加 / CS放送 / リピート放送あり   |
| 2014年7月10日 - 9月25日 | 木曜 0:30 - 1:00（水曜深夜） | TOKYO MX   | 東京都   |                                        |
|                         |                              | サンテレビ | 兵庫県   |                                        |
|                         | 木曜 1:00 - 1:30（水曜深夜） | KBS京都    | 京都府   |                                        |
|                         | 木曜 3:05 - 3:35（水曜深夜） | テレビ愛知 | 愛知県   |                                        |
| 2014年7月11日 - 9月26日 | 金曜 23:30 - 土曜 0:00       | BS11       | 日本全域 | BS放送 / 『ANIME+』枠                  |
| 2014年7月17日 - 10月1日 | 木曜 1:38 - 2:08（水曜深夜） | 長崎放送   | 長崎県   | 作者の出身地・かつて勤務していた放送局 |

| 配信期間                | 配信時間                   | 配信サイト                                                                                     |
| ----------------------- | -------------------------- | ---------------------------------------------------------------------------------------------- |
| 2014年7月12日 - 9月27日 | 土曜 23:30 - 日曜 0:00     | ニコニコ生放送                                                                                 |
| 2014年7月13日 - 9月28日 | 日曜 0:00（土曜深夜） 更新 | ひかりTV DMM.com ニコニコチャンネル 楽天ショウタイム バンダイチャンネル ビデオマーケット GYAO! |
| 2014年7月20日 - 10月5日 |                            | J:COMオンデマンド TSUTAYA TV アクトビラ KDDI Video Store ビデオパス GYAO!ストア milplus        |
| 2014年7月22日 - 10月7日 | 火曜 0:00（月曜深夜） 更新 | ムービーフル ムービーフルPlus OnGenムービー                                                    |
| 2014年7月23日 - 10月8日 | 水曜 更新                  | Video Unlimited                                                                                |

### BD / DVD
| 巻 | 発売日         | 収録話          | 規格品番   | 規格品番   |
| 巻 | 発売日         | 収録話          | BD         | DVD        |
| -- | -------------- | --------------- | ---------- | ---------- |
| 1  | 2014年10月8日  | 第1話 - 第2話   | PCXG-50421 | PCBG-52561 |
| 2  | 2014年11月5日  | 第3話 - 第4話   | PCXG-50422 | PCBG-52562 |
| 3  | 2014年12月10日 | 第5話 - 第6話   | PCXG-50423 | PCBG-52563 |
| 4  | 2015年1月7日   | 第7話 - 第8話   | PCXG-50424 | PCBG-52564 |
| 5  | 2015年2月4日   | 第9話 - 第10話  | PCXG-50425 | PCBG-52565 |
| 6  | 2015年3月4日   | 第11話 - 第12話 | PCXG-50426 | PCBG-52566 |

### Webラジオ
るるも役の三森すずこと鯨井棚子役の遠藤ゆりかによるWebラジオ『アニメ「まじもじるるも」Presents 三森すずこと遠藤ゆりかの「まじもじラジオ」』が、HiBiKi Radio Stationにて2014年7月18日から11月7日まで隔週金曜に配信された。
- ゲスト
  - 第2回（2014年8月1日） - 高橋信（柴木耕太 役）
  - 第5回（2014年9月12日） - 間島淳司（先輩 役）
  - 第7回（2014年10月10日） - 長妻樹里（沢下真綾 役）

| AT-X 水曜 21:00 - 21:30 枠 | AT-X 水曜 21:00 - 21:30 枠 | AT-X 水曜 21:00 - 21:30 枠 |
| 前番組                     | 番組名                     | 次番組                     |
| -------------------------- | -------------------------- | -------------------------- |
| 一週間フレンズ。           | まじもじるるも             | デンキ街の本屋さん         |